# Štítary

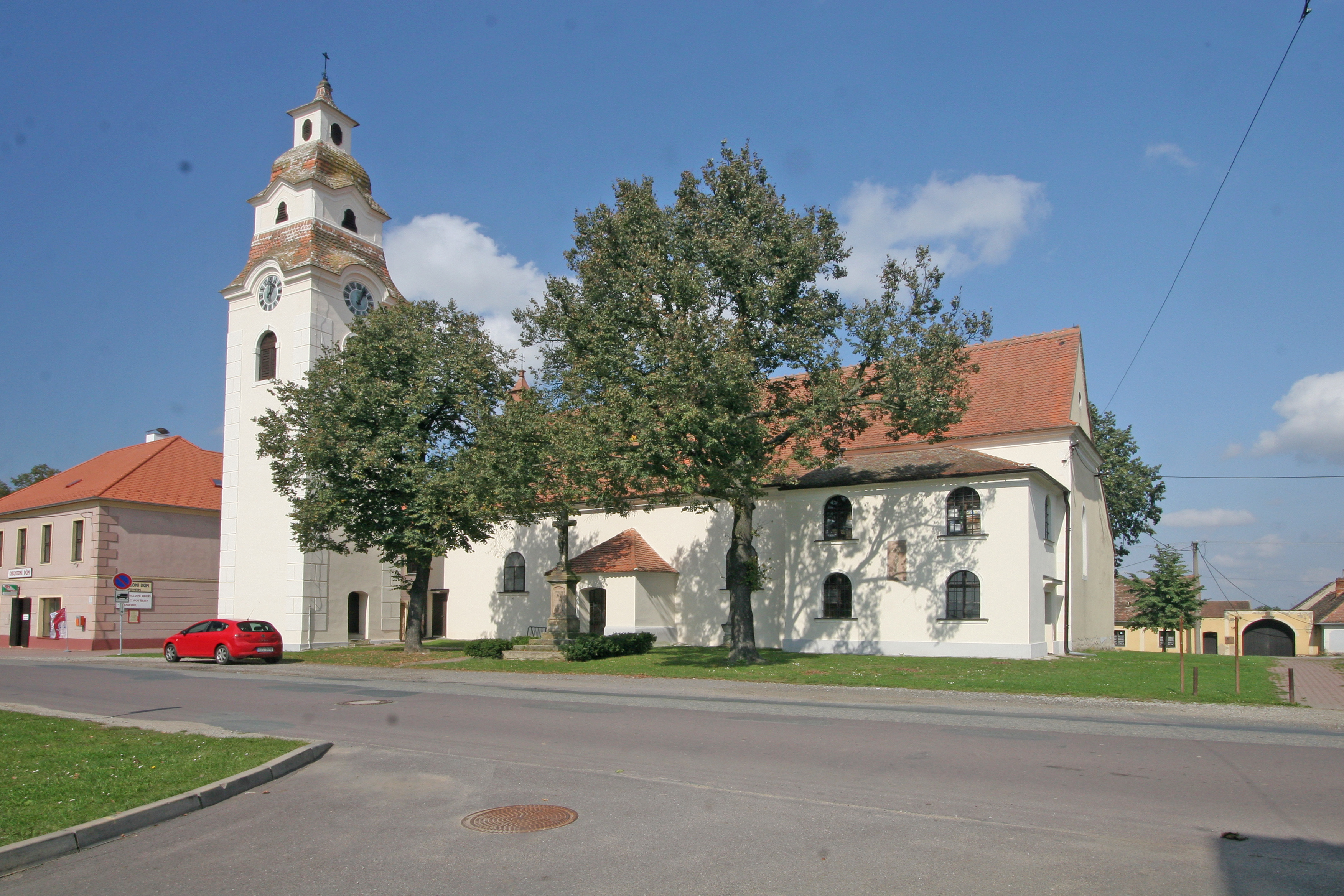
Kirche des hl. Georg

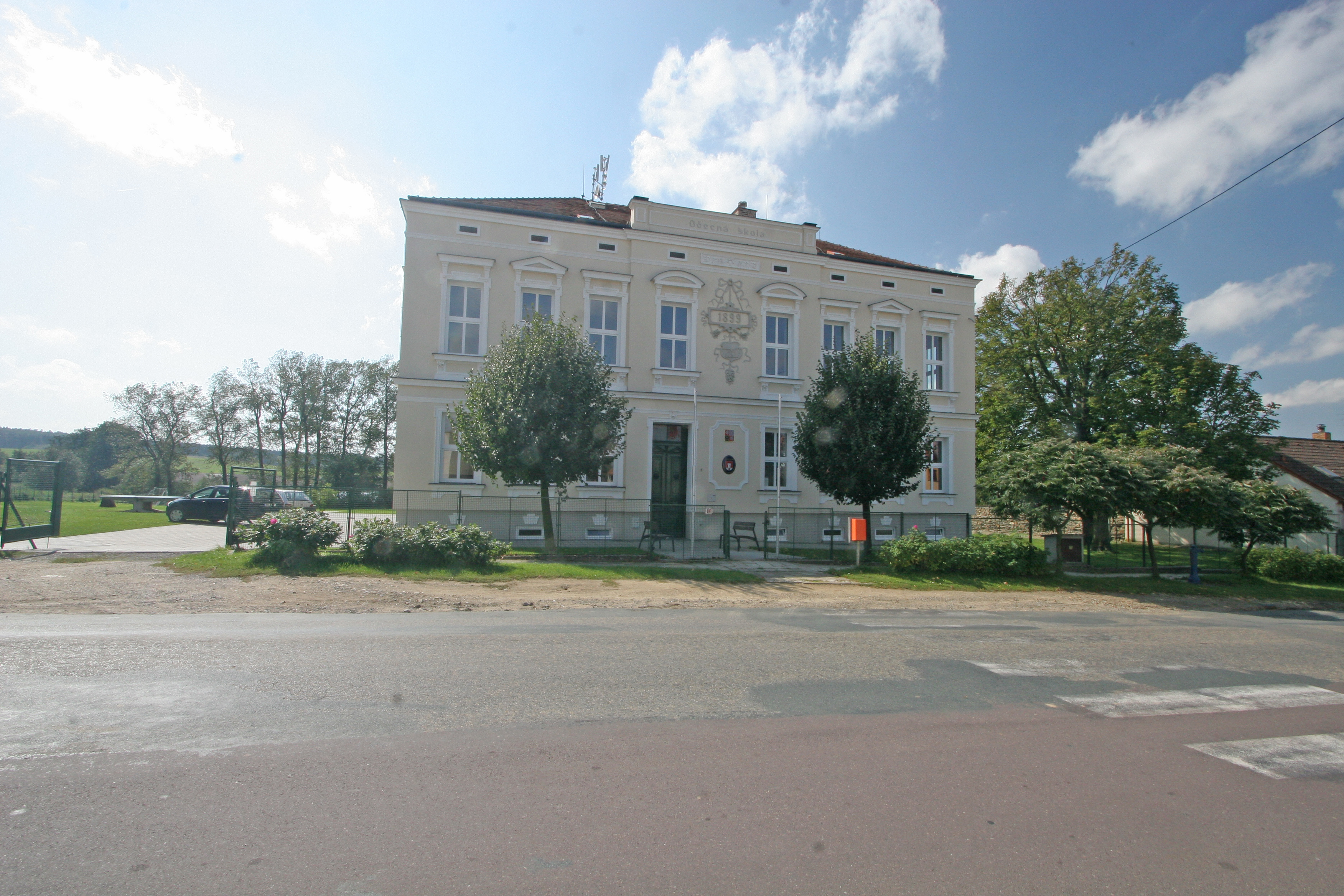
Schule

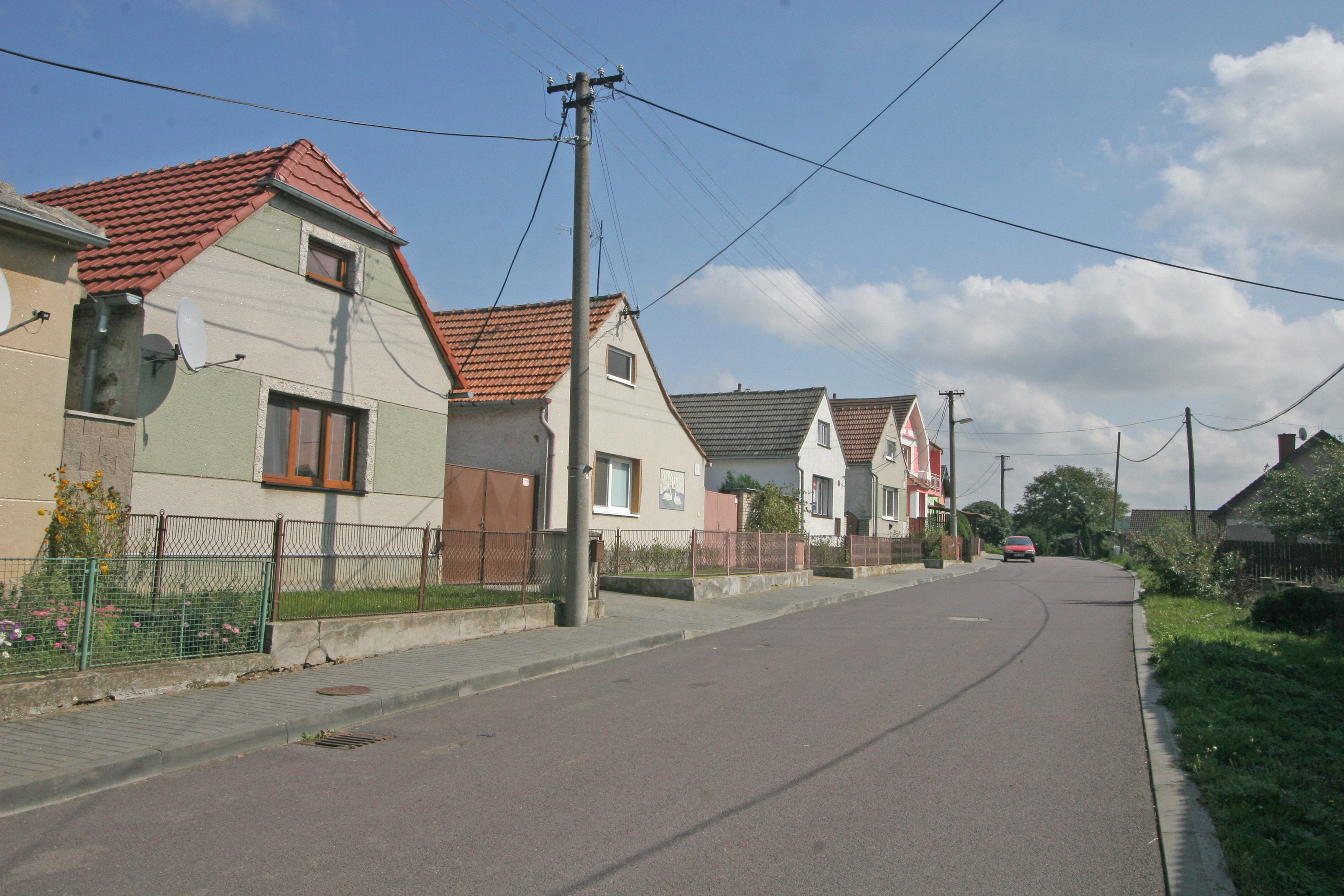
Häuserzeile

Štítary (deutsch: Schiltern) ist eine Minderstadt im Okres Znojmo in Tschechien. Sie liegt westlich von Znojmo (Znaim) und nordöstlich von Vranov nad Dyjí (Frain). Der Ort selbst ist als ein Längsangerdorf angelegt.
Nachbargemeinden sind Šumná (Schönwald), Vranovská Ves (Frainersdorf), Ctidružice (Schidrowitz) und Zálesí (Schröffelsdorf).

## Geschichte
Die bis 1945 gesprochene "ui"-Mundart (bairisch-österreichisch) mit ihren speziellen bairischen Kennwörtern weist auf eine Besiedlung durch altbairische deutsche Stämme hin, wie sie nach 1050, aber vor allem im 12/13. Jahrhundert erfolgte. Die erste urkundliche Erwähnung von Schiltern stammt aus dem Jahr 1260. Der Ort entwickelte sich aus einem Meyerhof der Herrschaft Vöttau. 1346 erhob Karl IV. in seiner Eigenschaft als Markgraf von Mähren Schiltern zu einem Marktort. 1348 gehörte es zur Herrschaft Zornstein, die im Besitz des Heinrich von Lichtenburg war. Ab 1437 gehörte Schiltern zur Herrschaft Frain. 1522 gewährte der Frainer Grundherr Peter von Černohorský den Bürgern das Recht der freien Vererbung ihres Besitzes, und 1539 erteilte Ferdinand I. die Genehmigung, einen Jahrmarkt abzuhalten. Ab dem Jahre 1560 verbreitete sich der protestantische Glaube unter den Ortsbewohnern, weshalb Schiltern bald als protestantischer Ort galt. Erst während des Dreißigjährigen Krieges und dem Sieg der Kaiserlichen in der Schlacht am Weißen Berg wurde der Ort wieder katholisch. Trotz Gegenreformation durch die Jesuiten ab dem Jahre 1620 erhielt Schiltern erst 1640 wieder einen katholischen Seelsorger. Im Jahre 1645 wurde der Ort von schwedischen Truppen unter dem Feldherrn Lennart Torstensson geplündert und gebrandschatzt. Eine Schule wurde erstmals im Jahre 1655 erwähnt.
1706 löste ein Blitzschlag einen Großbrand aus, dem die mit strohgedeckten Häuser, die Kirche und der Pfarrhof zum Opfer fielen. Matriken werden seit 1713 geführt. Seit dem Jahre 1718 ist die heutige Schreibweise des Ortsnamens geläufig. Im Jahre 1787 verkaufte Graf Joseph von Althann insgesamt 150 Joch Wald an die Gemeinde. Dieser Grund wurde zu Ackerland verwandelt und an 83 Eigentümer verkauft. 1798 entstand der Ortsteil Schönwald, der im Jahre 1923 eine selbstständige Gemeinde wurde. Während der Napoleonischen Kriege litt Schiltern in den Jahren 1805 und 1809 unter der Einquartierung von französischen Truppen. Ein weiterer Großbrand ereignete sich im Jahr 1835, dem über 260 Gebäude und acht Ortsbewohner zum Opfer fielen.
Ein neues Schulhaus wurde in den Jahren 1839 und 1840 erbaut und 1883 erweitert. 1893 wurde die Freiwillige Feuerwehr gegründet und 1898 bis 1899 eine Landwirtschaftliche Fachschule für Jungbauern errichtet. 1905 wurde die Spar- und Darlehenskasse gegründet, 1919 der Kulturverband und 1921 der Turn- und Gesangsverein. Der größte Teil der Einwohner von Schiltern lebte von der Vieh- und Landwirtschaft, wobei der in Südmähren seit Jahrhunderten gepflegte Weinbau keine Rolle spielte. Neben dem üblichen Kleingewerbe gab es noch einen Bauunternehmer, eine Sägemühle, eine Molkerei und eine Saatgutreinungsanlage.
Nach dem Ersten Weltkrieg kam der zuvor zu Österreich-Ungarn gehörende Ort durch den Vertrag von Saint-Germain zur Tschechoslowakei. In der Zwischenkriegszeit führten die staatlichen Maßnahmen zur Ansiedlung von Tschechen in den mehrheitlich von Deutschen bewohnten Gebieten und damit zu Spannungen innerhalb des Landes. Nach dem Münchner Abkommen wurde Schiltern zum 1. Oktober 1938 ein Teil des deutschen Reichsgaus Niederdonau.
Im April 1945 starben zwei Mütter mit ihren Kindern durch einen Luftangriff. Kurz vor Kriegsende wurde der Ort von Roten Armee besetzt. Dabei kam es zu Übergriffen gegenüber der Zivilbevölkerung. Nach dem Ende des Zweiten Weltkrieges, der 64 Opfer unter den Ortsbewohnern forderte, kam die Gemeinde am 8. Mai 1945 wieder zur Tschechoslowakischen Republik zurück. Bald kam es zu Exzessen gegenüber der deutschen Bevölkerung und zu einem Ziviltoten. Viele Schilterner flohen über die nahe Grenze nach Österreich. Am 19. Juni 1945 wurde der Großteil der deutschen Bürger über Liliendorf und Oberfröschau über die Grenze nach Österreich vertrieben. Die 13 noch zurückgebliebenen Ortsbewohner wurden zwischen dem 9. Juli und dem 18. September 1946 nach Westdeutschland zwangsausgesiedelt. Fünf Familien konnten im Ort verbleiben. Die in Österreich befindlichen vertriebenen Ortsbewohner wurden bis auf ca. 16 %, in Übereinstimmung mit den ursprünglichen Überführungs-Zielen des Potsdamer Kommuniqués, nach Deutschland weiter transferiert. Zum Gedenken an die Vertreibung der deutschen Ortsbewohner wurde gemeinsam mit anderen Ortsgemeinschaften in Hardegg (Niederösterreich) ein Gedenkstein errichtet.
Seit 2006 besitzt Štítary wieder den Status eines Městys (Minderstadt).

## Wappen und Siegel
Mit der Markterhebung erhielt Schiltern das Privileg mit grünem Wachs zu Siegeln. Das Siegel zeigt innerhalb der Umschrift „SIGILLVM.OPPI.DI.SSCITAR.1540“ einen Renaissanceschild, darin ein von Zinnenmauern beseiteter Zinnenturm mit zwei Erkertürmchen, alle drei mit Spitzdächern gedeckt. Im Laufe des 19. Jahrhunderts änderte sich die Turmform des Siegels.
Auch ein Marktwappen wurde im Jahre 1539 überreicht. Es zeigt: In Rot auf grünem Boden ein silberner Zinnenturm, beseitet von silbernen Zinnenmauern. Im Tor ein hochgezogenes goldenes Fallgitter, auf dem Turm zwei Erkertürmchen mit je einem roten Spitzdach, daran je ein goldener Knauf mit goldener Wetterfahne.

## Bevölkerungsentwicklung
| Volkszählung | Einwohner gesamt | Volkszugehörigkeit der Einwohner | Volkszugehörigkeit der Einwohner | Volkszugehörigkeit der Einwohner |
| Jahr         | Einwohner gesamt | Deutsche                         | Tschechen                        | Andere                           |
| ------------ | ---------------- | -------------------------------- | -------------------------------- | -------------------------------- |
| 1880         | 1116             | 1116                             | –                                | –                                |
| 1890         | 1129             | 1125                             | 4                                | -                                |
| 1900         | 1076             | 1045                             | 24                               | 7                                |
| 1910         | 1040             | 1021                             | 16                               | 3                                |
| 1921         | 1068             | 956                              | 92                               | 20                               |
| 1930         | 1153             | 999                              | 125                              | 29                               |
| 1939         | 1230             | 1156                             | 74                               |                                  |

## Gemeindegliederung
Die Gemeinde Štítary besteht aus den Grundsiedlungseinheiten Štítary und Štítary-chatová oblast.

## Sehenswürdigkeiten
- Die durch den Brand von 1706 zerstörte Kirche wurde durch Spenden wieder aufgebaut. 1852 erhielt sie zwei Seitenaltäre. Neben der Kirche wurde der 34 Meter hohe Kirchturm mit vier Glocken und einer Turmuhr errichtet. Das Altarbild stammt von Josef Josef Winterhalder, ein freistehender Rokokoturm wurde um 1750 gebaut.
- Kriegerdenkmal (1929)
- Kaiser Josef II.-Denkmal (1884), entfernt 1923

## Persönlichkeiten
- Alexander Franz Fleischer (1925–2001), Heimatforscher

## Brauchtum
Reiches Brauchtum bestimmte den Jahreslauf und das Leben der 1945/46 vertriebenen, deutschen Ortsbewohner:
- Alljährlich werden am Karsamstag vor der Frühmesse alle Wattebäusche, die der Pfarrer beim Taufen benutzt hat, in einer Grube vor der Kirche verbrannt. Sie dürfen nicht wie normaler Abfall behandelt werden, sondern wurden durch den Geistlichen in würdiger Form vernichtet.
- Die Jahrmärkte fanden am Donnerstag vor Faschingssonntag, am Dienstag vor Pfingsten, am Dienstag vor Maria Himmelfahrt und am Donnerstag vor Maria Empfängnis statt.

## Sagen aus dem Ort
Unter den deutschen Ortsbewohnern gab es eine Vielzahl von Mythen:
- Ein Schilterner Bauer kaufte in Pomitsch eine Kuh und ging spät in der Nacht über Frain und Windschau nach Hause. Auf dem Weg fand er einen Karren, er setzt sich um auszuruhen. Plötzlich begann der Karren mit ihm samt Kuh, über Stock und Stein zu fahren. Der Karren wurde immer schneller, da bekam der Bauer fürchterliche Angst und er schrie: "Jessas, Maria un Josef, steh ma bei!" Kaum hatte er dies in seiner Not gerufen, war der Karren verschwunden und er saß neben seiner Kuh auf der Erde. Für den Rest seines Lebens mied der Mann diesen nachts diesen Weg.[17]
- Die Leute aus dem Ort Baumöhl erzählten, dass zur Regierungszeit Maria Theresias viele Schilterner an der Pest erkrankten und daran starben. Wenige waren nur mehr, um die Frucht von den Feldern zu ernten. Da schickte die Kaiserin Kürassiere um beim Einbringen der Ernte zu helfen. Einige verblieben im Ort und mischten sich mit den restlichen Ortsbewohnern. Dies mag der Grund sein, warum die Schilterner größer waren und "a andre Art" hatten.[18]

Weitere Sagen sind:
- De Schüdauer Klach'ln
- Mooskui und Mossox
- Der Räuberhauptmann Grasl und 2 Lehrer
- Eine im Glockengeläute erschienene Frau
- Der Wassermann im Sägeteich
- Ein guter Rat zur guten Tat
- Die belohnten Schiltern[19]